# Die 3 lustigen Moosacher
Die 3 lustigen Moosacher waren ein Münchner Trio der volkstümlichen Musik.

## Werdegang
Der Name des Trios leitet sich vom Münchner Stadtteil Moosach her, wo sich die drei Musiker zum ersten Mal in einem Kino begegneten.
Der Installateur Hans Hansi Döring (* 23. August 1931; † 3. Januar 2000) gründete 1949 mit dem Elektriker Georg Schorschi Niedermeier (* 26. Juli 1929; † 15. März 2004), dem Zitherspieler Toni Weyerer und dem Geiger Christl Bichler das Quartett Die 4 lustigen Moosacher, das sich jedoch schon 1951 wieder auflöste.
Danach spielten zunächst Döring und Niedermeier als Duo Hansi und Schorschl weiter.
Anlässlich eines Auftritts bei den Münchner Gaswerken lernten die beiden den Großhandelskaufmann Rudolf Waggi Schneider (* 17. Januar 1934;  † 15. Oktober 2021) kennen und gründeten am 30. Januar 1952 die 3 lustigen Moosacher, das zu einem der erfolgreichsten Trios der volkstümlichen Musik werden sollte. Schneider war übrigens der Einzige, der auch im Münchner Stadtteil Moosach geboren wurde.
1960 machten sie ihre erste Schallplatte, der mehr als fünfzehn weitere folgten. In den 1970er Jahren waren sie öfters bei den Lustigen Musikanten im ZDF zu Gast. Zu ihren bekanntesten Liedern zählen sicherlich Ja, mir san mit’m Radl da und Die Brotzeit Polka („mach ma Brotzeit, Brotzeit is die schönste Zeit“), ihr erster großer Hit. Ein ebenfalls sehr erfolgreicher Titel war Geh, Alte, schau mi net so deppert an. Ihre Lieder haben meist humorvolle Texte. Populär waren auch ihre Stammtisch-Platten, auf denen die drei Komödianten vor kleinem Publikum Witze in Münchner Dialekt vortrugen.
Die 3 lustigen Moosacher bewarben sich beim Grand Prix der Volksmusik 1990. Ihr Lied Engerl samma olle net kam auf Platz 11 der deutschen Vorentscheidung.
Am 22. Oktober 1999 traten die 3 lustigen Moosacher in Knetzgau zum letzten Mal gemeinsam auf.

## Bekanntere Titel
- Die Goaß ist weg
- Wann ist endlich Pause
- Geh, Alte, schau mi net so deppert an
- Engerl samma olle net
- Heut lass’ ma d’Sau raus
- Ja, mir san mit’m Radl da
- Geht’s auf’d Seit’n, Herrschaftszeit’n – Jetzt kimm’ I
- Machma Brotzeit! Brotzeit ist die schönste Zeit
- Kegler Polka
- Der Schnupftabak

## Diskografie (Auswahl)
- Die 3 lustigen Moosacher und ihr Stammtisch (mehrere Folgen)
- Die besten Stammtisch-Witze (20 Folgen)
- A zünftige Bierzeltgaudi (1986)
- Wir bleiben da
- Nimm mich mit
- 30 Jahre - Ja, mir san mit'm Radl da